# Spore (Szczecinek)
Spore (deutsch Sparsee) ist ein Dorf in der Woiwodschaft Westpommern in Polen. Es gehört zur Gmina Szczecinek (Landgemeinde Neustettin) im Powiat Szczecinecki.

## Geographische Lage

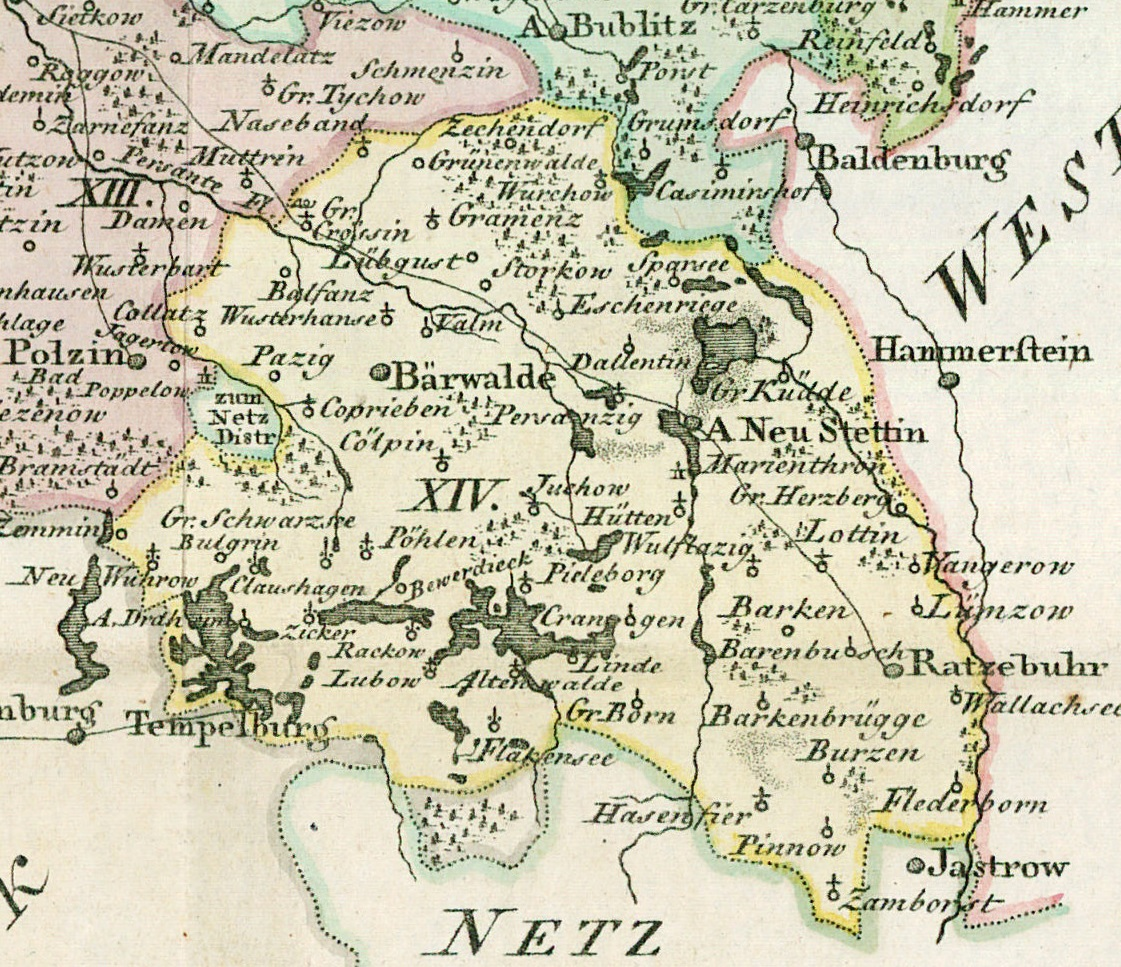
Kreis Neustettin, Karte (Ausschnitt) von 1794

Spore liegt im Norden des Powiat Szczecinecki östlich der Woiwodschaftsstraße 11 zwischen Bobolice im Norden und der Kreisstadt Szczecinek (Neustettin) im Süden (15 Kilometer). Spore ist an dem langgestreckten Dorfsee „Jezioro Spore“ und Fluss Gwda (Küddow) gelegen, letzterer verbindet den Jezioro Wierzchowo (Virchowsee) und den Jezioro Wielimie (Vilmsee).

## Geschichte
Nach der Gründung von Neustettin 1310 wird erstmals 1321 in einer Urkunde von den Pommerschen Herzögen Otto I., Wartislaw IV. und Barnim III. die Grenzen ihres Gebietes gegen das Bistum Cammin festgelegt, worin der Dorfsee als „stagnum sparsce“ benannt wird. Das erst ca. 200 Jahre später gegründete Dorf Sparsee leitet danach seinen Namen von dem See ab. Die erste urkundliche Erwähnung des Dorfes datiert von 1541. Nach dem „Extract des Amtes Nigen Stettin“ entrichtet das Amtsdorf Sparsee jährlich 13 Gulden und 12 Schillinge Pacht an den Herzog.
Sparsee wurde 1565 von Klaus von Puttkammer angelegt.
Sparsee hatte 1 Lehnschulzen, 1 Krüger, 1 Lehnmüller, 6 Dienstbauern, 11 dienstfreie Bauern (davon 1 Holzwärter), 4 neue Bauern, 6 Halbbauern, 4 Kossäten  (darunter der Küster), 2 Büdner, 1 Schmied und 40 Feuerstätten. In den Jahren 1583, 1594 und 1624 gab es zwischen den benachbarten Dörfern von Sparsee wiederholt Grenzstreitigkeiten, die jeweils durch amtlich herbeigeführte Vergleiche entschieden und beigelegt wurden.
Hauptmann Nicolaus von Puttkammer erhielt 1605 vom Landesherrn zu Neustettin die Erlaubnis in Sparsee eine Kapelle zu errichten, unter den Bedingungen, dass u. a. die Kirche aus beständigem Material zu errichten und in einem guten Stande nebst dem Gestühl zu erhalten sei sowie jeder Bauer der Gemeinde dem Kaplan einen großen Scheffel Roggen und dem Schulmeister seinen Hafer geben soll.
1579 wütet die Pest in Sparsee, 1630 rafft die Pest fast alle Einwohner in Sparsee hin. 1633 wird Sparsee infolge des Dreißigjährigen Krieges von einem Trupp schwedischer Reiter unter dem Kommando von Grothusens besetzt. Ende des 17. Jahrhunderts verwüstet der so genannte „große Brand“ die Hälfte des Dorfes. 1807 grassieren die Pocken in, woran über 30 Kinder starben.

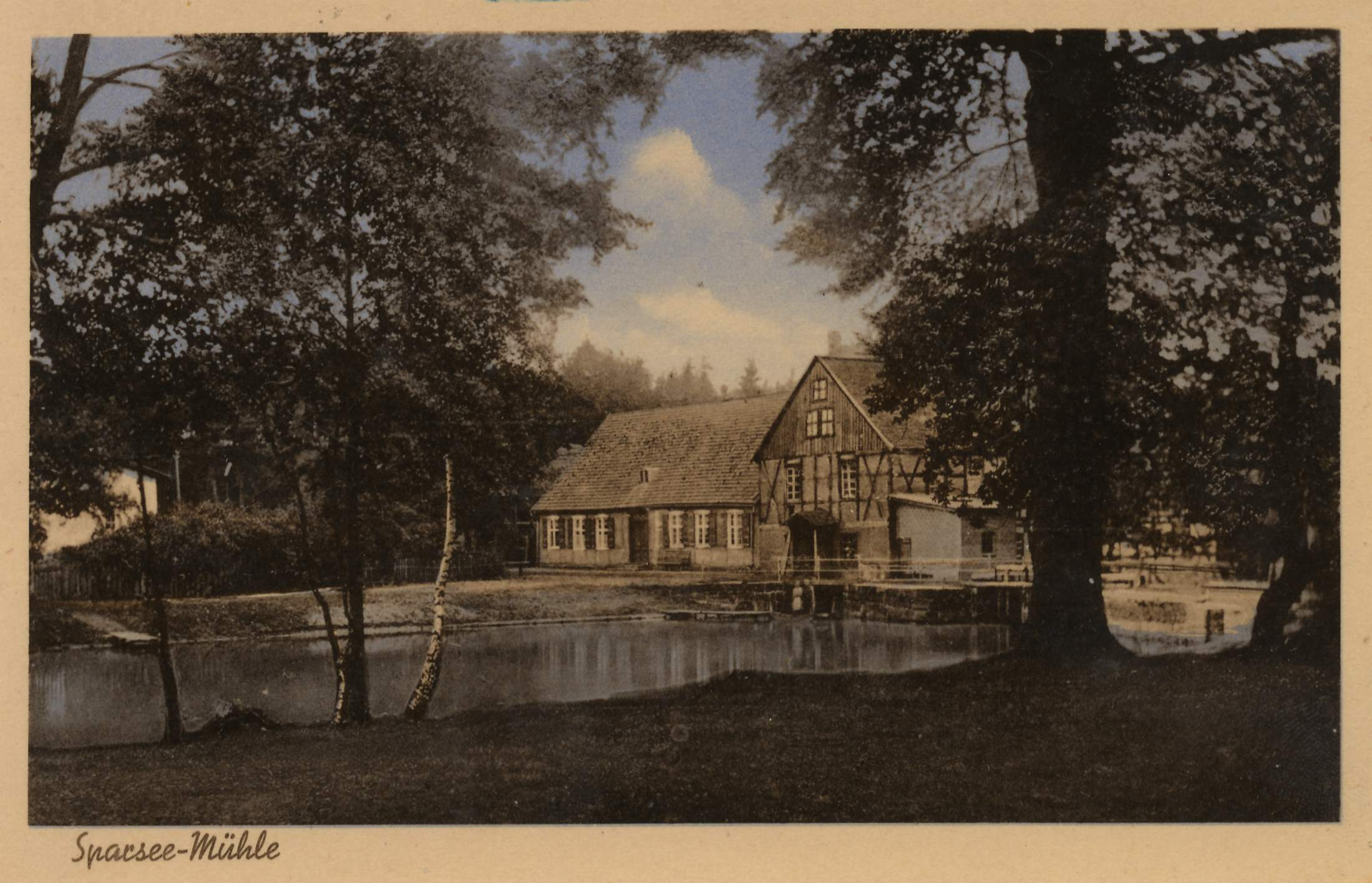
Sparsee-Mühle (Ansichtskarte um 1900)

Sparsee verfügte über eine der ältesten Mahlmühlen im Neustettiner Gebiet, eine Wassermühle (mit einem unterschlägigen Gangang), an der Küddow gelegen, die bereits auf der Lubinschen Karte von 1618 verzeichnet war. Die Zwangsmahlgäste waren die Einwohner des Dorfes Sparsee, der Vorwerke Galow und Brandschäferey sowie die am Vilmsee wohnenden Fischerfamilien. 1713 wird sie als eine der 15 im Neustettiner Amt liegenden Mühlen urkundlich genannt. Neben der Mühle befand sich auch ein Sägewerk, das von dem Wasserrad angetrieben wurde. Die gesamte Mühle wurde in der Nachkriegszeit demontiert.
Der Wohnort Sparsee war Anfang der 1930er Jahre der Hauptwohnort in der ehemaligen Gemeinde Sparsee im Kreis Neustettin in der Provinz Pommern. Die Gemeinde Sparsee war eine Gebietskörperschaft mit einer Flächengröße von 30,7 km². Neben diesem Wohnort gab es in der Gemeinde Sparsee noch die drei anderen Wohnorte Küterort, Mühle und Rittershausen.
Sparsee war der Sitz eines evangelischen Pfarramts (der Landeskirche). Zum evangelischen Kirchspiel Sparsee gehörten die Gemeinden Briesen, Galow, Neugönne und Sparsee. Auf dem Kirchhof befindet sich ein Gedenkstein mit der Inschrift: „Unseren Toten zum Gedenken Sparsee 1997“ in Deutsch und Polnisch.

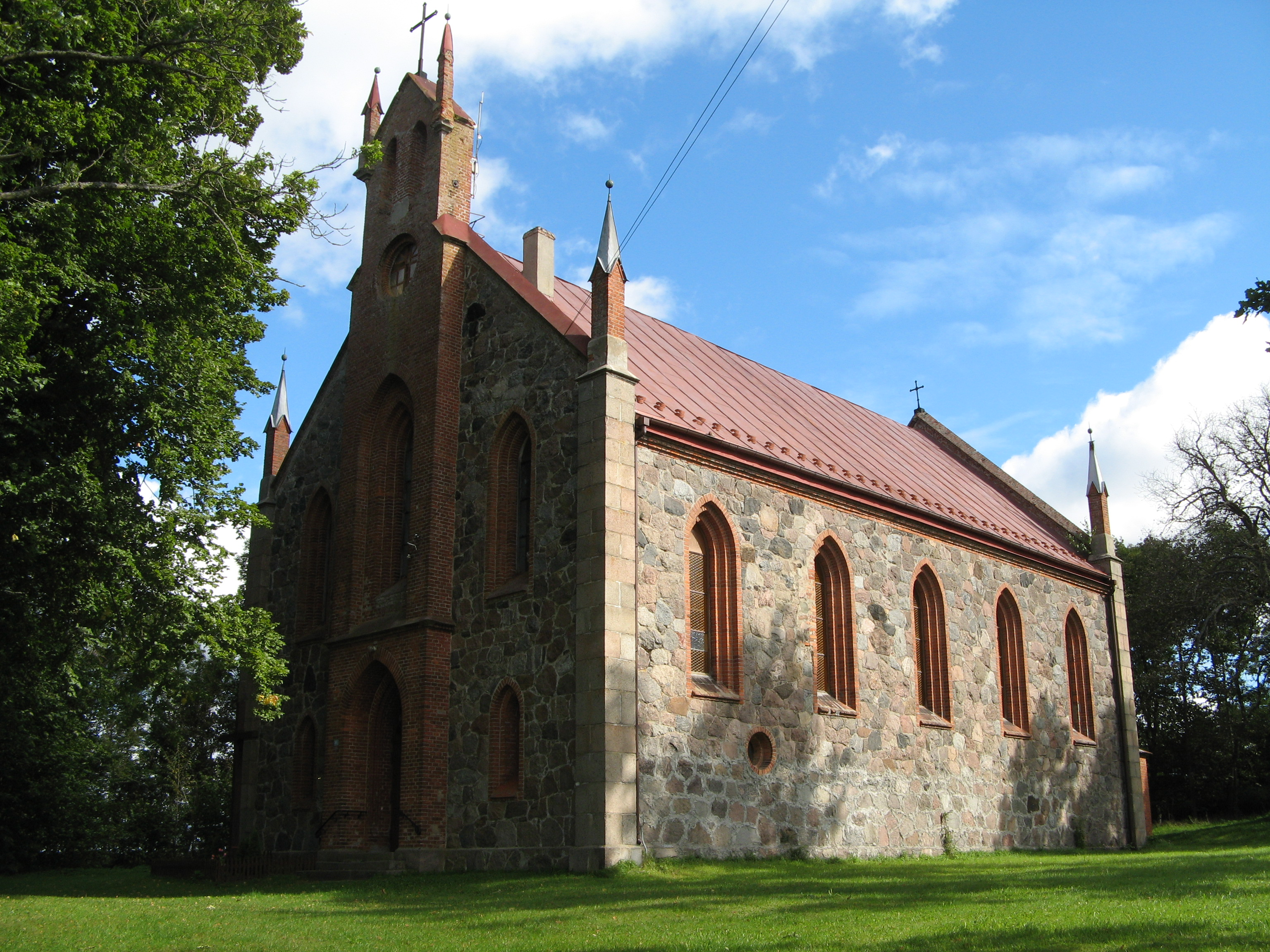
Kirche in Sparsee

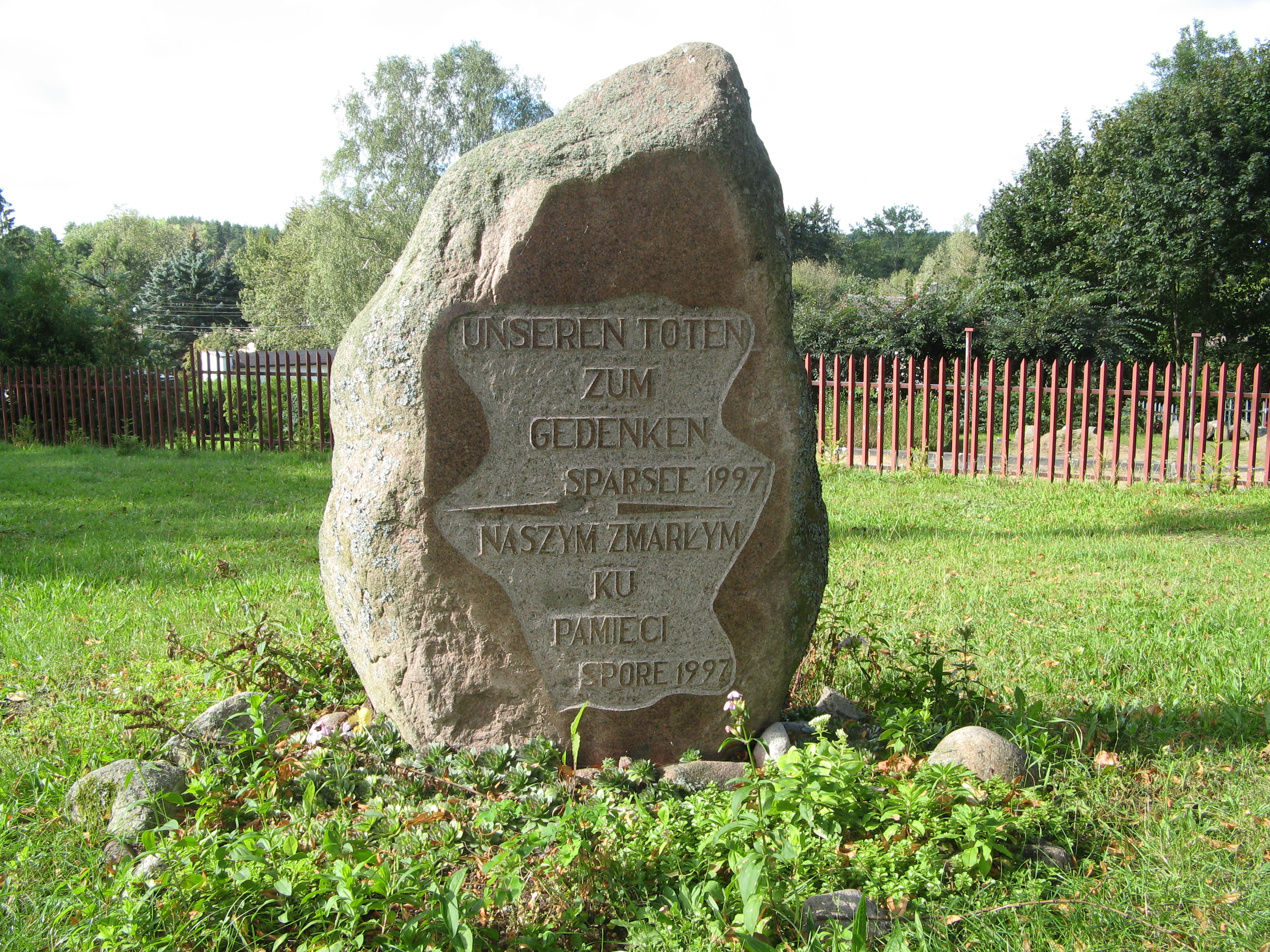
Sparsee Gedenkstein von 1997

Ende des Zweiten Weltkrieges, am 27. Februar 1945 besetzten die Rote Armee das Dorf Sparsee, mindestens vierzehn Dorfbewohner werden beim Einmarsch erschossen.
Nach Kriegsende wurde Sparsee zusammen mit ganz Hinterpommern unter polnische Verwaltung gestellt. Sparsee erhielt den polnischen Namen Spore. Es begann die Zuwanderung von Polen.
Die Sparseer und ihre Nachkommen leben heute verstreut über das ganze Bundesgebiet. In den Jahren ab 1995 fanden Heimattreffen in Sparsee statt.

### Einwohner und Wählerverhalten
1871 hatte Sparsee nach der Volkszählung 867 Einwohner, sämtliche mit preußischer Staatsangehörigkeit. Davon waren 866 evangelisch und einer katholisch. 134 Familien lebten in 78 Wohngebäuden. 1925 betrug die Anzahl der Bewohner 828.
In der Zeitung „Schwarz-Weiß-Rot - Zeitschrift des Kreises Neustettin der DNVP“, Ausgabe vom 3. Januar 1921, sind Wahlergebnisse von 1919, 1920 und 1921 der einzelnen Dörfer, so auch von Sparsee veröffentlicht.
Sparsee (totale Stimmen):
| Parteien             | 1919 | 1920 | 1921 |
| -------------------- | ---- | ---- | ---- |
| Deutschnational      | 90   | 217  | 261  |
| Deutsche Volkspartei | 34   | 14   | 11   |
| Demokraten           | 4    | 8    | 2    |
| Zentrum              | 0    | 0    | 0    |
| Sozialdemokraten     | 132  | 28   | 55   |
| USPD                 | 23   | 0    | 0    |
| Kommunisten          | 0    | 0    | 0    |
| Gesamt               | 283  | 267  | 329  |